# Serge Coupé
Serge Coupé, né à Chambéry en 1925 et mort dans la même ville en 2020, est un alpiniste français. Il est guide de haute montagne, photographe, auteur de guides d'escalade dans le Vercors et la Chartreuse.

## Biographie
Il fait partie de l'expédition française qui réalise avec Jean Franco et Lionel Terray la première ascension du Makalu en 1955.
Dans l'Oisans il réussit la deuxième ascension de la face nord du Râteau en 1952. Il réalise dans les Écrins la première en solitaire de la voie Mayer Dibona au dôme de Neige en 1956. Avec Pierre Giraud, il ouvre en 1957 le Pilier diagonal en face nord-ouest de l'Ailefroide.
Ancien résistant, il fait carrière dans le secteur social et il dirige l'office HLM de Chambéry à sa création en 1957,.